# Sufczyn (województwo małopolskie)
Sufczyn – wieś w Polsce położona w województwie małopolskim, w powiecie brzeskim, w gminie Dębno.
Przez Sufczyn przebiega DK 94 na odcinku Brzesko – Tarnów.
W roku 2021 we wsi mieszkało 2011 osób z czego 50% mieszkańców stanowiły kobiety, a 50% mężczyźni.
Wieś położona jest na pograniczu dwóch krain geograficznych. Południowa część miejscowości z przysiółkami: Górny, Rajsko, Granice i Zagórze znajduje się na północnym krańcu Karpat, a dokładniej Pogórza Wiśnickiego. Północna część Sufczyna z przysiółkiem Dolny i okolicami trasy krajowej nr 94 należą już do Kotliny Sandomierskiej. Przez wieś przepływa rzeka Kisielina.
W latach 1975–1998 miejscowość położona była w województwie tarnowskim. Integralne części miejscowości: Granice pod Bukową, Granice Sufczyńskie, Rajsko, Sufczyn Dolny, Zagórze.

## Nazwa
Nazwę miejscowości w zlatynizowanej staropolskiej formie Suchczyn wymienia w latach (1470–1480) Jan Długosz w księdze Liber beneficiorum dioecesis Cracoviensis.

## Historia
Sufczyn powstał w 1317 lub 1357 na podstawie przywileju Władysława Łokietka. Zezwolił on Mściwojowi z rodu Pobogów dziedzicowi Dębna za poczynione przezeń na rzecz tego księcia, a późniejszego króla zasługi i służby osadzić wieś na prawie średzkim wraz z immunitetem. Do XVIII w. Sufczyn był nazywany Suchczynem.
Wieś w 1470 roku wymienił Jan Długosz w Liber beneficiorum dioecesis Cracoviensis, gdzie jako właściciela wsi zanotował kasztelana i starostę krakowskiego Jakuba Dębińskiego. W 1581 znajdowało się w niej 15 łanów kmiecych, 3 zagrodników z rolą, 2 piekarzy, 1 dudę i 4 rzemieślników. Właścicielem wsi był w tym czasie Jan Rupniewski.
Ewaryst Andrzej, hrabia Kuropatnicki w wydanej po raz pierwszy w 1786 r. „Geografii (...) Galicyi i Lodomeryi” pisał o Sufczynie: Wieś domu Bzowskich, w bardzo pięknym położeniu, z ślicznym prospektem na dal bardzo, ogrodem i domem porządnym ozdobne.
Pod koniec XIX wieku wieś wymienia Słownik geograficzny Królestwa Polskiego i notuje w Sufczynie dwa obszary: dworski i wiejski. W obszarze dworskim leżało 12 domów i liczył on 86 mieszkańców. Miał 544 mórg roli, 37 morg łąk, 4 morgi ogrodu, 26 morg pastwisk, 158 morg lasu, 4 morgi moczarów i 9 morg nieużytków. Znajdował się w nim zakład gorzelniczy, 2 karczmy oraz młyn. Majątek ten należał wówczas do Wyhowskich. Obszar mniejszy, wiejski liczył 651 morg roli, 81 morg łąk, 85 morg pastwisk i 25 morg lasu. Znajdowały się tam 154 domy, a wieś liczyła w sumie 907 mieszkańców, w tym 41 wyznania mojżeszowego.
Sufczyn do 1934 pełnił funkcję gminy. Ostatnim wójtem był Piotr Witek, a przed nim urząd ten sprawował przez wiele lat Adam Michałek. Po utworzeniu gmin zbiorowych w 1934 Sufczyn przyłączono do gminy Dębno.

Dzielnice wsi w czasach emigracji: Dół, Góra, Granice, Zagórze i Rajsko.

## Zabytki
W Sufczynie znajduje się figura św. Jana Nepomucena. Ustawiona została na kamiennym, ogzymsowanym postumencie, na którego czołowej ścianie widnieją dwa płaskorzeźbione kartusze z herbami Nowina i Trąby oraz wykonana współcześnie z figurą antyczną majuskułą łacińska inskrypcja informująca, iż figurę ową ufundowali Józef Janota z żoną Teofilą, a stało się to 6 października 1751 roku.

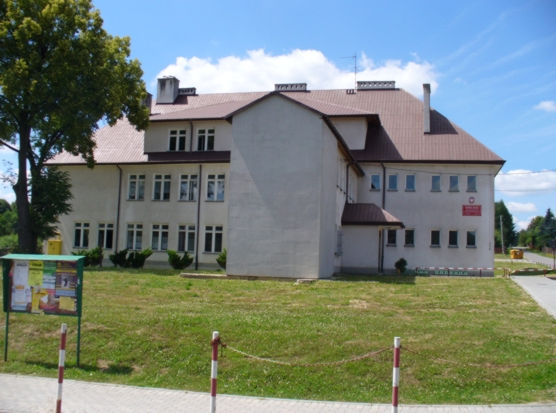
Zespół Szkół im. ks. prałata płk. Tadeusza Dłubacza w Sufczynie
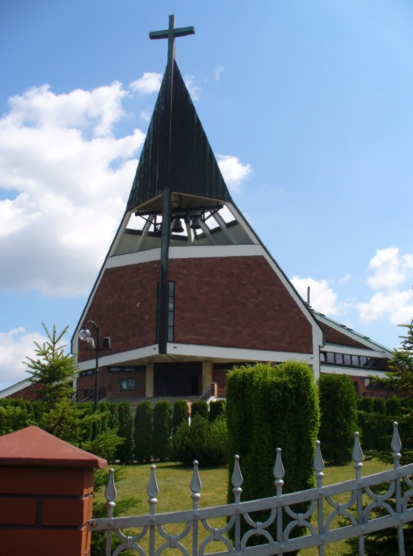
Kościół parafialny pw. Ducha Świętego w Sufczynie
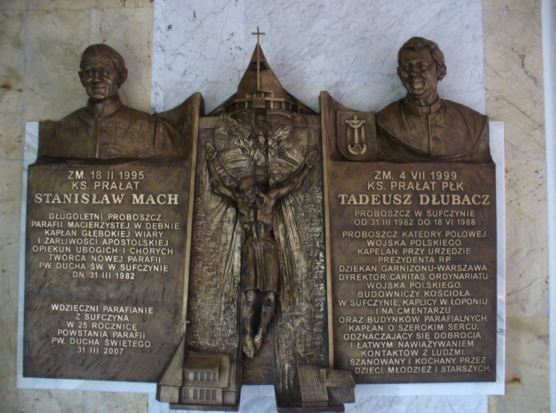
Tablica w sufczyńskim kościele, upamiętniająca ks. Stanisława Macha i ks. Tadeusza Dłubacza
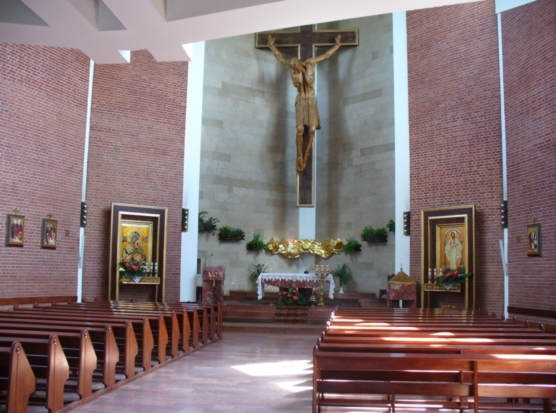
Wnętrze kościoła w Sufczynie